# Boucles de la Mayenne 2021
La Boucles de la Mayenne 2021, quarantaseiesima edizione della corsa e valevole come diciannovesima prova dell'UCI ProSeries 2021 categoria 2.Pro, si svolse in quattro tappe dal 27 al 30 maggio, su un percorso di 711 km, con partenza da Le Genest-Saint-Isle e arrivo a Laval, nel dipartimento della Mayenne in Francia. La vittoria fu appannaggio del francese Arnaud Démare, il quale completò il percorso in 16h44'40", precedendo il tedesco Philipp Walsleben ed il norvegese Kristoffer Halvorsen.
Sul traguardo di Laval 111 ciclisti, su 124 partiti da Le Genest-Saint-Isle, portarono a termine la competizione.

## Tappe
| Tappa  | Data      | Percorso                                     | km  | Vincitore di tappa | Leader cl. generale |
| ------ | --------- | -------------------------------------------- | --- | ------------------ | ------------------- |
| 1ª     | 27 maggio | Le Genest-Saint-Isle > Ambrières-les-Vallées | 175 | Philipp Walsleben  | Philipp Walsleben   |
| 2ª     | 28 maggio | Vaiges > Évron                               | 173 | Arnaud Démare      | Philipp Walsleben   |
| 3ª     | 29 maggio | Saint-Berthevin > Craon                      | 182 | Arnaud Démare      | Arnaud Démare       |
| 4ª     | 30 maggio | Méral > Laval                                | 181 | Arnaud Démare      | Arnaud Démare       |
| Totale | Totale    | Totale                                       | 711 |                    |                     |

## Squadre e corridori partecipanti
| N.      | Cod. | Squadra                     |
| ------- | ---- | --------------------------- |
| 1-7     | GFC  | Groupama-FDJ                |
| 11-17   | ACT  | AG2R Citroën Team           |
| 21-27   | COF  | Cofidis                     |
| 31-37   | DSM  | Team DSM                    |
| 41-47   | IWG  | Intermarché-Wanty-Gobert    |
| 51-57   | ARK  | Team Arkéa-Samsic           |
| 61-67   | BBK  | B&B Hotels                  |
| 71-77   | ANS  | Androni Giocattoli-Sidermec |
| 81-87   | BBH  | Burgos-BH                   |
| 91-97   | GAZ  | Gazprom-RusVelo             |
| 101-107 | RLY  | Rally Cycling               |

| N.      | Cod. | Squadra                         |
| ------- | ---- | ------------------------------- |
| 111-117 | ALP  | Alpecin-Fenix                   |
| 121-127 | UXT  | Uno-X Pro Cycling Team          |
| 131-137 | SVB  | Sport Vlaanderen-Baloise        |
| 141-147 | TDE  | Total Direct Énergie            |
| 151-157 | AUB  | St Michel-Auber 93              |
| 161-167 | EKP  | Equipo Kern Pharma              |
| 171-177 | BWB  | Bingoal Pauwels Sauces WB       |
| 181-187 | CJR  | Caja Rural-Seguros RGA          |
| 191-197 | XRL  | Xelliss–Roubaix Lille Métropole |
| 201-207 | DKO  | Delko                           |

## Dettagli delle tappe

### 1ª tappa
- 27 maggio: Le Genest-Saint-Isle > Ambrières-les-Vallées – 175 km

Risultati
| Pos. | Corridore         | Squadra   | Tempo    |
| ---- | ----------------- | --------- | -------- |
| 1    | Philipp Walsleben | Alpecin   | 3h59'48" |
| 2    | Diego Rubio       | Burgos-BH | a 7"     |
| 3    | Arnaud Démare     | Groupama  | a 11"    |

| Pos. | Corridore         | Squadra   | Tempo    |
| ---- | ----------------- | --------- | -------- |
| 1    | Philipp Walsleben | Alpecin   | 3h59'33" |
| 2    | Diego Rubio       | Burgos-BH | a 16"    |
| 3    | Arnaud Démare     | Groupama  | a 22"    |

### 2ª tappa
- 28 maggio: Vaiges > Évron – 173 km

Risultati
| Pos. | Corridore            | Squadra  | Tempo    |
| ---- | -------------------- | -------- | -------- |
| 1    | Arnaud Démare        | Groupama | 4h11'32" |
| 2    | Niccolò Bonifazio    | Total    | s.t.     |
| 3    | Kristoffer Halvorsen | Uno-X    | s.t.     |

| Pos. | Corridore         | Squadra   | Tempo    |
| ---- | ----------------- | --------- | -------- |
| 1    | Philipp Walsleben | Alpecin   | 3h59'33" |
| 2    | Arnaud Démare     | Groupama  | a 12"    |
| 3    | Diego Rubio       | Burgos-BH | a 16"    |

### 3ª tappa
- 29 maggio: Saint-Berthevin > Craon – 182 km

Risultati
| Pos. | Corridore            | Squadra  | Tempo    |
| ---- | -------------------- | -------- | -------- |
| 1    | Arnaud Démare        | Groupama | 4h18'48" |
| 2    | Kristoffer Halvorsen | Uno-X    | s.t.     |
| 3    | Nils Eekhoff         | DSM      | s.t.     |

| Pos. | Corridore            | Squadra  | Tempo     |
| ---- | -------------------- | -------- | --------- |
| 1    | Arnaud Démare        | Groupama | 12h29'55" |
| 2    | Philipp Walsleben    | Alpecin  | a 2"      |
| 3    | Kristoffer Halvorsen | Uno-X    | a 14"     |

### 4ª tappa
- 30 maggio: Méral > Laval – 181 km

Risultati
| Pos. | Corridore     | Squadra    | Tempo    |
| ---- | ------------- | ---------- | -------- |
| 1    | Arnaud Démare | Groupama   | 4h14'55" |
| 2    | Daniel McLay  | Arkéa      | s.t.     |
| 3    | Bryan Coquard | B&B Hotels | s.t.     |

| Pos. | Corridore            | Squadra  | Tempo     |
| ---- | -------------------- | -------- | --------- |
| 1    | Arnaud Démare        | Groupama | 16h44'40" |
| 2    | Philipp Walsleben    | Alpecin  | a 17"     |
| 3    | Kristoffer Halvorsen | Uno-X    | a 24"     |

## Evoluzione delle classifiche
| Tappa              | Vincitore          | Classifica generale Maglia gialla | Classifica a punti Maglia verde | Classifica scalatori Maglia a pois | Classifica giovani Maglia bianca | Classifica a squadre |
| ------------------ | ------------------ | --------------------------------- | ------------------------------- | ---------------------------------- | -------------------------------- | -------------------- |
| 1ª                 | Philipp Walsleben  | Philipp Walsleben                 | Philipp Walsleben               | Maxime Urruty                      | Nils Eekhoff                     | Alpecin-Fenix        |
| 2ª                 | Arnaud Démare      | Philipp Walsleben                 | Arnaud Démare                   | Maxime Urruty                      | Nils Eekhoff                     | Alpecin-Fenix        |
| 3ª                 | Arnaud Démare      | Arnaud Démare                     | Arnaud Démare                   | Maxime Urruty                      | Nils Eekhoff                     | Alpecin-Fenix        |
| 4ª                 | Arnaud Démare      | Arnaud Démare                     | Arnaud Démare                   | Jhonatan Restrepo                  | Nils Eekhoff                     | Delko                |
| Classifiche finali | Classifiche finali | Arnaud Démare                     | Arnaud Démare                   | Jhonatan Restrepo                  | Nils Eekhoff                     | Delko                |

Maglie indossate da altri ciclisti in caso di due o più maglie vinte
- Nella 2ª tappa Diego Rubio ha indossato la maglia verde al posto di Philipp Walsleben.
- Nella 4ª tappa Kristoffer Halvorsen ha indossato la maglia verde al posto di Arnaud Démare.

## Classifiche finali

### Classifica generale - Maglia gialla
| Pos. | Corridore         | Squadra    | Tempo     |
| ---- | ----------------- | ---------- | --------- |
| 1    | Arnaud Démare     | Groupama   | 16h44'40" |
| 2    | Philipp Walsleben | Alpecin    | a 17"     |
| 3    | K. Halvorsen      | Uno-X      | a 24"     |
| 4    | Bryan Coquard     | B&B Hotels | s.t.      |
| 5    | Diego Rubio       | Burgos-BH  | a 28"     |
| 6    | Nils Eekhoff      | DSM        | a 30"     |
| 7    | Niccolò Bonifazio | Total      | a 34"     |
| 8    | Daniel McLay      | Arkéa      | s.t.      |
| 9    | Tobias Bayer      | Alpecin    | a 36"     |
| 10   | Marc Sarreau      | AG2R       | a 38"     |

### Classifica a punti - Maglia verde
| Pos. | Corridore      | Squadra    | Punti |
| ---- | -------------- | ---------- | ----- |
| 1    | Arnaud Démare  | Groupama   | 92    |
| 2    | K. Halvorsen   | Uno-X      | 59    |
| 3    | Bryan Coquard  | B&B Hotels | 45    |
| 4    | Nils Eekhoff   | DSM        | 44    |
| 5    | S. Aniołkowski | Bingoal    | 36    |

### Classifica scalatori - Maglia a pois
| Pos. | Corridore         | Squadra | Punti |
| ---- | ----------------- | ------- | ----- |
| 1    | Jhonatan Restrepo | Androni | 36    |
| 2    | Roger Adrià       | Kern    | 34    |
| 3    | Stan Dewulf       | AG2R    | 31    |
| 4    | Maxime Urruty     | Xelliss | 30    |
| 5    | Tobias Bayer      | Alpecin | 30    |

### Classifica giovani - Maglia bianca
| Pos. | Corridore          | Squadra | Tempo     |
| ---- | ------------------ | ------- | --------- |
| 1    | Nils Eekhoff       | DSM     | 16h45'10" |
| 2    | Tobias Bayer       | Alpecin | a 6"      |
| 3    | Alexandre Delettré | Delko   | a 8"      |
| 4    | S. Aniołkowski     | Bingoal | a 10"     |
| 5    | Pier-André Coté    | Rally   | a 19"     |

### Classifica a squadre
| Pos. | Squadra                         | Tempo     |
| ---- | ------------------------------- | --------- |
| 1    | Delko                           | 50h16'04" |
| 2    | Sport Vlaanderen-Baloise        | s.t.      |
| 3    | Alpecin-Fenix                   | a 2"      |
| 4    | Xelliss–Roubaix Lille Métropole | a 15"     |
| 5    | Burgos-BH                       | a 18"     |